# Eupelmus peculiaris
Eupelmus peculiaris is een vliesvleugelig insect uit de familie Eupelmidae. De wetenschappelijke naam is voor het eerst geldig gepubliceerd in 2011 door Narendran.